# ۱۸۷۰ (فیلم)
۱۸۷۰ (ایتالیایی: Correva l'anno di grazia 1870) فیلمی به کارگردانی آلفردو جیانتی است که در سال ۱۹۷۱ منتشر شد. از بازیگران آن می‌توان به آنا مانیانی و مارچلو ماسترویانی اشاره کرد.